# Union démocratique dahoméenne
L'Union démocratique dahoméenne, abrégée UDD, est un ancien parti politique du Dahomey (aujourd'hui Bénin), fondé en juillet 1955 et dissous le 10 avril 1961.

## Historique
L'UDD est créée en juillet 1955 de la fusion de l'Union progressiste dahoméenne (UPD) et du Bloc populaire africain (BPA). Ses fondateurs souhaitent en faire un parti d'envergure nationale, mais malgré le soutien initial obtenu dans tout le pays, l'UDD est rapidement considérée comme le parti des Fons d'Abomey et de Cotonou,.
Aux élections législatives de 1956, l'UDD échoue à remporter un siège à l'Assemblée nationale française et finit par se scinder plus tard dans l'année sur fond de désaccord concernant son éventuelle affiliation au Rassemblement démocratique africain (RDA) de Félix Houphouët-Boigny. Alexandre Adandé et l'ex-meneur de l'UPD Émile Derlin Zinsou démissionnent et forment l'UDD-Convention, anti-RDA tandis que l'ancien dirigeant du BPA Justin Ahomadegbé, pro-RDA, prend les rênes du parti (appelé aussi UDD-RDA),.
Malgré ses problèmes internes et sa base de soutien régionale, l'UDD devient le deuxième parti aux élections territoriales de 1957, en remportant sept sièges à l'Assemblée territoriale. C'est dans une ambiance électrique que se déroulent les élections législatives suivantes. L'UDD obtient 44% des votes, plus que tout autre parti, mais ne remporte que 11 des 70 sièges disponibles à l'Assemblée nationale, quand le Rassemblement démocratique dahoméen (RDD) gagne 22 sièges avec 17% des voix et le Parti républicain dahoméen (PRD) enlève 37 sièges, soit trois fois plus que l'UDD. Mais des contestations pour suspicions de fraude conduisent à un accord avec le PRD qui cède neuf sièges à l'UDD, portant le nombre de sièges de cette dernière à 20.
Le 25 novembre 1960, le chef de l'État Hubert Maga promulgue une nouvelle Constitution et change le système électoral, permettant à sa formation, le Parti dahoméen de l'unité, issue de l'alliance entre le PRD et le RDD, de remporter tous les sièges à pourvoir à l'Assemblée lors des élections législatives de 1960, laissant l'UDD sans représentation parlementaire. Le pays plonge alors dans l'ère du parti unique. Le 10 avril 1961, l'UDD est dissoute et interdite ; son dirigeant, Justin Ahomadegbé est arrêté le 29 mai 1961.

## Résultats électoraux

### Élections législatives françaises au Dahomey
| Année | Voix   | %     | Rang (en voix) | Sièges |
| ----- | ------ | ----- | -------------- | ------ |
| 1956  | 40 624 | 22,68 | 3e             | 0 / 2  |

### Élections législatives
| Année | Voix    | %     | Rang (en voix) | Sièges  | Statut     | Gouvernement |
| ----- | ------- | ----- | -------------- | ------- | ---------- | ------------ |
| 1957  | 72 097  | 25,29 | 2e             | 7 / 60  | Opposition | Apithy       |
| 1959  | 162 574 | 43,94 | 1er            | 20 / 70 | Opposition | Maga         |
| 1960  | 213 572 | 31,30 | 2e             | 0 / 60  | Opposition | Maga         |